# 福田村 (埼玉県)
福田村（ふくだむら）は埼玉県の中西部、比企郡に属していた村。

## 地理
- 河川：滑川

## 歴史
- 1889年（明治22年）4月1日 町村制施行により、福田村、山田村、和泉村、菅田村、土塩村が合併し比企郡福田村が成立する。
- 1954年（昭和29年）11月3日 宮前村と合併し滑川村を新設する。
- 1984年（昭和59年）11月3日 町制施行し滑川町となる。